# Архипова, Ирина Константиновна
Ири́на Константи́новна Архи́пова (урождённая Вето́шкина; 2 января 1925, Москва — 11 февраля 2010, там же) — советская и российская оперная и камерная певица (меццо-сопрано), педагог, общественный деятель, профессор Московской консерватории. Солистка Большого театра (1956-88). Герой Социалистического Труда (1984), народная артистка СССР (1966), Народная артистка Кыргызской Республики (1993), мастер искусств Молдовы (1994), лауреат Ленинской премии (1978) и Государственной премии РФ (1997). Кавалер трёх орденов Ленина (1971, 1976, 1984) и ордена Святого апостола Андрея Первозванного (2005).

## Биография
Родилась 2 января 1925 года в Москве.
Перед войной училась в школе сестёр Гнесиных. Первым педагогом по фортепиано была О. А. Голубева. Через полтора года перешла к О. Ф. Гнесиной. Параллельно с занятиями на фортепиано пела в хоре музыкальной школы.
В послевоенные годы училась в Московском архитектурном институте, там же занималась в вокальном кружке у Н. М. Малышевой. По окончании института в 1948 году поступила в Московскую консерваторию имени П. И. Чайковского в класс пения Л. Ф. Савранского, которую окончила в 1953 году.
В 1954—1956 годах — солистка Свердловского театра оперы и балета.
В 1956—1988 годах — солистка Большого театра.
Исполнение партии Кармен в одноимённой опере Ж. Бизе получило мировое признание. Ей было свойственно глубокое внутреннее раскрытие образа и продуманность интерпретации. Она обладала даром сценического перевоплощения.
Выступала в концертах. В камерном репертуаре свыше 800 произведений русских, советских и зарубежных композиторов.
С 1955 года гастролировала за рубежом (Австрия, Польша, ГДР, Финляндия, Италия, Венгрия, Румыния, Чехословакия, Великобритания, Болгария, США, Япония, Франция, Аргентина, Канада). Выступала на сценах ведущих театров мира: «Ла Скала» (Милан), Королевский театр Ковент-Гарден (Лондон), Метрополитен-опера (партия няни Филиппьевны в опере «Евгений Онегин» П. Чайковского) и Карнеги-холл (Нью-Йорк), театр «Колон» (Буэнос-Айрес), Опера Гарнье (Париж, 1975, партия Нурис в опере «Ариана и Синяя Борода» П. Дюка), Опера Сан-Франциско, театр «Комунале» (Болонья), античный амфитеатр в Оранже, театр Ирода Аттика (Афины) и других.
С 1974 по 2003 год преподавала в Московской консерватории им. П. И. Чайковского (с 1984 года — профессор). Проводила мастер-классы в Финляндии, США, Польше и других странах.
В 1966 году была приглашена в жюри Международного конкурса имени П. И. Чайковского. С 1974 года (за исключением 1994 года) являлась председателем жюри Международного конкурса имени П. И. Чайковского в разделе «сольное пение», с 1968 — Всесоюзного (с 1993 — Международного) конкурса имени М. И. Глинки. Входила в состав жюри многих престижных конкурсов мира, в том числе: «Вердиевские голоса» и имени Марио дель Монако в Италии, конкурс Королевы Елизаветы в Бельгии, имени Марии Каллас в Греции, имени Франсиско Виньяса в Испании, вокального конкурса в Париже, вокального конкурса в Мюнхене. В 1997 году по приглашению Президента Азербайджана Г. Алиева и министра культуры Азербайджана П. Бюльбюль-оглы возглавила жюри Конкурса имени Бюль-Бюля, организованного к 100-летию со дня его рождения.
Автор книг: «Музы мои» (1992), «Музыка жизни» (1997), «Бренд по имени „Я“» (2005).
Записала пластинку из произведений С. В. Рахманинова и цикла М. П. Мусоргского «Песни и пляски смерти» (пластинка получила Гран-при «Золотой Орфей» в Париже).
В 1980-е годы выступила с циклом концертов «Антология русского романса» совместно с пианистом Ивари Ильей.
С 1986 года — председатель правления Всесоюзного музыкального общества (с 1990 — Международный союз музыкальных деятелей). С 1993 года — председатель Фонда Ирины Архиповой. Президент Общества дружбы «Россия — Узбекистан». Действительный член и вице-президент Международной Академии творчества и русской секции Международной Академии наук.
Член КПСС с 1963 года. Депутат Верховного Совета СССР 6-го созыва (1962—1966).
Весной 1989 года избрана народным депутатом СССР по квоте Всесоюзного музыкального общества (1 мандат).
В 1990 году выступила одним из инициаторов идеи учреждения Ассоциации лауреатов Международного конкурса имени П. И. Чайковского.
В 1997—2001 годах была членом коллегии Министерства культуры Российской Федерации.
«Невероятный блеск голоса певицы, его бесконечно меняющаяся окраска, его волнообразная гибкость…» (американская газета «Columbus citizen journal», 1969).
19 января 2010 года была госпитализирована с сердечной патологией в городскую клиническую больницу им. С. Боткина. 11 февраля 2010 года скончалась на 86-м году жизни. Похоронена 13 февраля в Москве на Новодевичьем кладбище (участок № 10).
Ирина Константиновна организовала один из фестивалей искусств в Тверской области — «Музыкальные вечера на Селигере».

### Семья
- Отец — Ветошкин Константин Иванович.
- Мать — Галда Евдокия Ефимовна.
- Первый муж — Евгений Александрович Архипов (1923—2017), архитектор, заслуженный архитектор РСФСР.
  - Сын — Андрей Евгеньевич Архипов (1947—2006).
    - Внук — Андрей Андреевич Архипов (1972), оперный певец (бас), солист Большого театра.
      - Правнучка — Ирина.
- Второй муж — Владислав Пьявко (1941—2020), оперный певец (тенор), народный артист СССР (1983), народный артист Кыргызстана (1993).

## Признание

### Награды
- Герой Социалистического Труда (29 декабря 1984) — за большие заслуги в развитии советского музыкального искусства[16]
- Орден Святого апостола Андрея Первозванного (2 января 2005) — за выдающийся вклад в развитие отечественной и мировой музыкальной культуры, многолетнюю творческую и общественную деятельность[17]
- Орден «За заслуги перед Отечеством» II степени (30 декабря 1999) — за выдающиеся заслуги в области культуры и большой вклад в развитие народного песенного творчества[18]
- Три ордена Ленина (1971, 1976, 1984)
- Орден Трудового Красного Знамени (14 ноября 1980)— за большую работу по подготовке и проведению Игр XXII Олимпиады[19]
- Медаль Пушкина (4 июня 1999) — в ознаменование 200-летия со дня рождения А. С. Пушкина, за заслуги в области культуры, просвещения, литературы и искусства[20]
- Медаль «В ознаменование 100-летия со дня рождения Владимира Ильича Ленина» (1970)
- Медаль «В память 850-летия Москвы» (1997)
- Орден Республики (31 марта 2000, Молдова) — в знак признания особых заслуг в пропаганде музыкального искусства и развитии культурных связей между Республикой Молдова и Российской Федерацией[21].
- Орден «Данакер» (20 сентября 2003, Кыргызстан) — за большие заслуги в развитии и углублении кыргызско-российских отношений в области культуры и искусства[22].
- Нагрудный знак «За заслуги перед польской культурой»
- Орден Святой равноапостольной княгини Ольги II степени (РПЦ, 2000)
- Крест святого Михаила Тверского (Тверская область) (2000)
- Почётный знак «За милосердие и благотворительность» (2000)
- Почётный знак Святого Луки за поддержку культуры Ярославской области
- Памятный знак «Золотой Аполлон» (1998)
- Высшая Российская общественная награда — знак ордена святого Александра Невского «За труды и Отечество»[23]
- Ордена и медали иностранных государств

Поощрения Президента Российской Федерации и международных организаций
- Почётная грамота Президента Российской Федерации (2 января 2010) — за большие заслуги в музыкально-просветительской деятельности[24]
- Благодарность Президента Российской Федерации (18 ноября 1997) — за активное участие в подготовке и проведении празднования 850-летия основания Москвы [25]
- Грамота Содружества Независимых Государств (1 июня 2001) — за активную работу по укреплению и развитию Содружества Независимых Государств[26]

### Премии
- Ленинская премия (1978) — за исполнение партий Азучены и Любавы в оперных спектаклях «Трубадур» Дж. Верди и «Садко» Н. А. Римского-Корсакова, а также концертные программы последних лет
- Государственная премия Российской Федерации в области литературы и искусства 1996 года (29 мая 1997) — за цикл музыкальных фестивалей «Ирина Архипова представляет…»[27]
- I премия конкурса вокалистов V Всемирного фестиваля молодежи и студентов в Варшаве (1955)
- Российская оперная премия «Casta diva» (1999)
- Премия Мэрии Москвы в области литературы и искусства (15 августа 2000) — за выдающийся вклад в художественную культуру Москвы и России[28]
- Премия и медаль имени С. В. Рахманинова
- Международная премия «Вера и верность» (Фонд Святого Всехвального апостола Андрея Первозванного, 2000)
- Титул «Богиня искусств» и Всемирный приз искусств «Бриллиантовая лира» (учреждённый корпорацией «Маришен арт менеджмент интернешнл») (1996)

### Почётные звания
- Заслуженная артистка РСФСР (15 сентября 1959) — за заслуги в области советского искусства[29].
- Народная артистка РСФСР (22 сентября 1961) — за большие заслуги в области советского искусства[30].
- Народная артистка СССР (8 апреля 1966) — за большие заслуги в развитии советского искусства[31]
- Народная артистка Кыргызской Республики (9 июня 1993) — за большой вклад в развитие и пропаганду музыкального искусства, подготовку и воспитание творческой молодёжи[32].
- Мастер искусств Молдовы (рум. Maestru în Artă) (23 сентября 1994) — за особые заслуги в пропаганде классической музыки, высокое профессиональное мастерство[33].
- Народная артистка Республики Башкортостан (23 февраля 1994) — за большие заслуги в области музыкального искусства[34]
- Заслуженная артистка Удмуртской АССР (1982)
- Титул «Человек года» (Русский биографический институт) (1993)
- Титул «Человек столетия» (Международный биографический центр Кэмбриджа, 1993)
- Почётный доктор молдавской Национальной академии музыки имени Музическу (ныне Академия музыки, театра и изобразительных искусств) (1998)
- Почётный доктор Российского химико-технологического университета (2001)[35][36]]Детская школа искусств им. И.К. Архиповой, город Осташков
- Почётный профессор МГУ имени М. В. Ломоносова (2001)
- Почётный гражданин села Ивановка, города Осташкова (Россия), штата Теннесси (США)[37].

### Прочее
- Занесена в российскую книгу рекордов как самая титулованная российская певица на момент времени.[уточнить]
- Имя «Архипова» получила малая планета № 4424 (1995)
- Имя Ирины Константиновны Архиповой было присвоено Осташковской школе искусств (22 июня, 2000 года), которая работает до сегодняшнего дня. Отныне это "Детская школа искусств" имени И.К. Архиповой.
- В 2012 году вышла марка почты России, посвящённая Архиповой И. К.[38]
- 9 июня 2018 года на могиле Ирины Архиповой на Новодевичьем кладбище в Москве был открыт мемориал. Скульптор — Степан Мокроусов-Гульельми[39].
- 1 апреля 2025 года открыта мемориальная доска по адресу Брюсов переулок, дом 2/14, стр. 2. В этом доме она прожила более 20 лет[40].

## Партии

### Оперная студия Московской консерватории
- 1953 — «Евгений Онегин» П. И. Чайковский — Ларина
- 1953/1954 — «Снегурочка» Н. А. Римский-Корсаков — Весна-Красна/Лель
- 1953/1954 — «Царская невеста» Н. А. Римский-Корсаков — Дуняша/Любаша

### Свердловский театр оперы и балета
- 1954 — «Пиковая дама» П. И. Чайковский — Полина/Миловзор
- 1954/1955 — «Аида» Дж. Верди — Верховная жрица/Амнерис
- 1955 — «Кармен» Ж. Бизе — Кармен

### Большой театр
- 1957 — «Вертер» Ж. Массне — Шарлотта
- 1957 — «Мать» Т. Н. Хренников — Ниловна
- 1958 — «Борис Годунов» М. П. Мусоргский — Марина Мнишек
- 1958 — «Чародейка» П. И. Чайковский — Княгиня
- 1958 — «Её падчерица» Л. Яначек — Дьячиха
- 1959 — «Хованщина» М. П. Мусоргский — Марфа
- 1959 — «Джалиль» Н. Г. Жиганов — Хаят
- 1959 — «Война и мир» С. С. Прокофьев — Элен Безухова
- 1960 — «Повесть о настоящем человеке» С. С. Прокофьев — Клавдия
- 1962 — «Не только любовь» Р. К. Щедрин — Варвара Васильевна
- 1962 — «Фальстаф» Дж. Верди — Мэг Педж
- 1963 — «Дон Карлос» Дж. Верди — Эболи
- 1967 — «Мазепа» П. И. Чайковский — Любовь
- 1967 — «Оптимистическая трагедия» А. Н. Холминов — Комиссар
- 1976 — «Садко» Н. А. Римский-Корсаков — Любава
- 1977 — «Октябрь» В. И. Мурадели — Графиня
- 1979 — «Золото Рейна» Р. Вагнер — Фрикка
- 1983 — «Ифигения в Авлиде» К. В. Глюк — Клитемнестра

### Другие театры и концертные залы
- 1959 — «Каменный гость» А. С. Даргомыжский — Лаура (Колонный зал дома союзов)
- 1969 — «Орлеанская дева» П. И. Чайковский — Жанна д’Арк (Концертный зал им. П. И. Чайковского)
- 1970 — «Трубадур» Дж. Верди — Азучена (Латвийский академический театр оперы и балета, Рига)
- 1973 — «Бал-маскарад» Дж. Верди — Ульрика («Штаатс-Опер», Висбаден)
- 1975 — «Ариана и Синяя Борода» П. Дюк — Нурис («Гранд-Опера», Париж)
- 1980 — «Сельская честь» П. Масканьи — Сантуцца (Театр Гольдони, Ливорно)
- 1989 — «Пиковая дама» П. И. Чайковский — Графиня (Большой зал Московской консерватории)
- 1992 — «Евгений Онегин» П. И. Чайковский — Филиппьевна (Театр «Шатле», Париж)

## Видеозаписи
- 1978 — «Борис Годунов» Модеста Мусоргского, Марина Мнишек, дир. Борис Хайкин

## Фильмография
- 1974 — Сэр Джон Фальстаф (фильм-спектакль) — миссис Пэйдж (озвучивание)
- 1983 — Ты мой восторг, моё мученье… — роль
- 1990 — Монологи о Юрии Гуляеве (документальный)
- 1996 — Ручьи, где плещется форель (фильм-спектакль) — вокал
- 2010 — «Ирина Архипова. Архитектура гармонии» — документальный фильм (сценарий О. Агамирова-Сац, режиссёр Н. Тихонов)